# The First Peel Session (álbum de Joy Division)
| Críticas profissionais | Críticas profissionais |
| Avaliações da crítica  | Avaliações da crítica  |
| Fonte                  | Avaliação              |
| ---------------------- | ---------------------- |
| All Music Guide        | 3 de 5 estrelas.       |

The Peel Sessions é um EP da banda britânica de pós-punk Joy Division, lançado em  1986. Ele contém as primeiras gravações da banda realizadas para o programa de John Peel, na BBC Radio 1, e foram ao ar no dia 14 de fevereiro de 1979.

## Faixas
Todas as faixas por Joy Division
1. "Exercise One" – 2:30
2. "Insight" – 3:55
3. "She's Lost Control" – 4:10
4. "Transmission" – 3:55